# Habrolepis
Habrolepis is een geslacht van vliesvleugeligen uit de familie Encyrtidae. De wetenschappelijke naam van dit geslacht is voor het eerst geldig gepubliceerd in 1856 door Förster.

## Soorten
Het geslacht Habrolepis omvat de volgende soorten:
- Habrolepis aeruginosa Masi, 1917
- Habrolepis algoensis Annecke & Mynhardt, 1970
- Habrolepis apicalis Waterston, 1917
- Habrolepis dalmanni (Westwood, 1837)
- Habrolepis diaspidi (Risbec, 1951)
- Habrolepis guineensis Ferrière, 1953
- Habrolepis italicus Delucchi, 1965
- Habrolepis montenegrina Hoffer, 1976
- Habrolepis namibensis Prinsloo & Annecke, 1976
- Habrolepis neocaledonensis Fabres, 1974
- Habrolepis obscura Compere & Annecke, 1961
- Habrolepis occidua Annecke & Mynhardt, 1970
- Habrolepis oppugnati Silvestri, 1915
- Habrolepis pascuorum Mercet, 1921
- Habrolepis rouxi Compere, 1936
- Habrolepis setigera Annecke & Mynhardt, 1970
- Habrolepis tergrigorianae Trjapitzin, 1962